# Crash (Dave Matthews Band)
Crash è un album della Dave Matthews Band, pubblicato il 30 aprile, 1996.

## Tracce
Testi e musiche di David J. Matthews, eccetto dove indicato.
1. So Much to Say – 4:07 (David J. Matthews, Boyd Tinsley, Peter Griesar)
2. Two Step – 6:27
3. Crash into Me – 5:16
4. Too Much – 4:21 (David J. Matthews, LeRoi Moore, Boyd Tinsley, Stefan Lessard, Carter Beauford)
5. #41 – 6:39
6. Say Goodbye – 6:11
7. Drive In, Drive Out – 5:54
8. Let You Down – 4:07
9. Lie in Our Graves – 5:42
10. Cry Freedom – 5:53
11. Tripping Billies – 5:00
12. Proudest Monkey – 9:11

## Formazione
- Carter Beauford – batteria, percussioni
- Stefan Lessard – basso
- Dave Matthews – chitarra, voce
- LeRoi Moore – sassofono, corno
- Boyd Tinsley – violino